# Filme lançado diretamente em mídia doméstica
Um filme lançado diretamente em vídeo (conhecido em inglês como direct-to-video) era aquele levado ao público por meio de um formato para consumo doméstico (podendo ser em DVD, blu-ray ou ainda VHS) antes ou sem ser exibido nas salas de cinema ou na televisão. Esse tipo de lançamento também costumava ser utilizado quando uma sequência possuía qualidade inferior ao predecessor e/ou o estúdio acreditavam que os lucros seriam maiores se não fosse lançado nos cinemas. Era também uma estratégia usada por cineastas independentes e companhias pequenas.